# بيار لوشانتر
بيار لوشانتر (2 أبريل 1950 بليل في فرنسا - ) (بالفرنسية: Pierre Lechantre)‏ هو مدرب كرة قدم ولاعب كرة قدم فرنسي في مركز الهجوم. لعب مع أولمبيك مارسيليا وستاد ريمس وستاد لافال ونادي النجم الأحمر سانت أوين ونادي باريس ونادي سوشو ونادي لانس ونادي ليل ونادي موناكو.

## وصلات خارجية
- بيار لوشانتر على موقع قاعدة بيانات كرة القدم.إي يو (الإنجليزية)
- بيار لوشانتر على موقع Soccerway.com (الإنجليزية)
- بيار لوشانتر على موقع عالم كرة القدم.نت (الإنجليزية)
- بيار لوشانتر على موقع GSA (الإنجليزية)